# Потанцюймо (телесеріал)
Потанцюймо (англ. Shake It Up) — американський ситком, який транслювався на Disney Channel з 7 листопада 2010 року по 10 листопада 2013 року.
В Україні прем'єра відбулась 29 січня 2011 року на Disney Channel.

## Сюжет
Найкращі подруги СіСі та Роккі мріють стати відомими танцюристками. А також вони єдині у класі, у кого немає мобільних телефонів, і для того, щоб заробити для цього гроші, вони вирішують піти на прослуховування танцювального телешоу «Потанцюймо, Чикаґо!». Потрапивши на шоу, вони намагаються поєднувати своє звичне життя і навчання у школі. Але їм це буде неважко, адже ці подруги завжди разом, і вони готові допомогти одна одній, незважаючи ні на що!

## У ролях

### Головні персонажі
- Белла Торн — СіСі Джонс
- Зендая — Роккі Блу
- Девіс Клівленд — Флінн Джонс
- Рошон Фіган — Тай Блу
- Адам Ірігоєн — Дюс Мартінез
- Кентон Д'юті — Ґюнтер Гессенхеффер  (сезон 1-2)
- Керолайн Саншайн — Тінка Гессенхеффер  (сезон 2-3)

### Другорядні персонажі
- Аніта Барон — Джорджія Джонс
- Брендон Джонсон — Ґеррі Вайлд
- Ейнслі Бейлі — Діна Гарсія
- Бадді Хенделсон — Генрі Ділан

## Епізоди
| Сезон | Сезон | Епізоди | Оригінальні покази | Оригінальні покази | Оригінальні покази українською | Оригінальні покази українською |
| Сезон | Сезон | Епізоди | Прем'єра           | Фінал              | Прем'єра                       | Фінал                          |
| ----- | ----- | ------- | ------------------ | ------------------ | ------------------------------ | ------------------------------ |
|       | 1     | 21      | 7 листопада 2010   | 21 серпня 2011     | 29 січня 2011                  | 19 листопада 2011              |
|       | 2     | 28      | 18 вересня 2011    | 17 серпня 2012     | 25 лютого 2012                 |                                |
|       | 3     | 26      | 14 жовтня 2012     | 10 листопада 2013  |                                |                                |

### Кросовер ізЩасти, Чарлі!
Прем'єра кросоверу відбулась 5 червня 2011 року. У цьому кросовері, Емі, Тедді та Чарлі відправляються у Чикаґо до своєї тітки. Приїхавши, вони сідають у не ту автівку, і їх плутають із відомими танцюристками сестрами Данкен. Кросовер вважається епізодом серіалу «Щасти, Чарлі!».

### Фінал другого сезону
У 2011 році було анонсовано, що ведеться робота над зйомками фільму за серіалом. Пізніше було повідомлено, що тривалість фільму буде 90 хвилин, а назва — «Потанцюймо: Зроблено у Японії». Прем'єра відбулась 27 серпня 2012 року як потрійна фінальна серія сезону.

## Суперечки
Під час одного із повторів сьомого епізоду, у якому одна героїня сказала дівчатам: "Я б вас так і б з'їла, ну... якби їла", колишня зірка Disney Channel Демі Ловато розкритикувала цей жарт через власні проблеми зі здоров'ям. Disney Channel відреагував на слова акторки, і прибрав з ефіру цей епізод та ще один епізод серіалу «Всього потроху!», у якому був схожий жарт. Проте, у 2012 році, епізод повернувся у ефір, але сцена з цим жартом була вже видалена.

## Інформація про дубляж
Перший та другий сезони серіалу було дубльовано студією LeDoyen на замовлення Disney Character Voices International.

### Ролі дублювали
- Юлія Шаповал — СіСі Джонс
- Ганна Соболєва — Роккі Блу
- Максим Білоногов — Тай Блу
- Андрій Соболєв — Дюс Мартінез
- Станіслав Мельник — Ґюнтер Гессенхеффер
- Оксана Поліщук — Тінка Гессенхеффер
- Андрій Гайдай — Флінн Джонс
- Олена Узлюк — Джорджія Джонс
- Дмитро Завадський — Ґеррі Вайлд
- Олена Борозенець — Діна Гарсія
- Богдан Темченко — Генрі Ділан
- та інші